# Tulbaghia calcarea
Tulbaghia calcarea är en amaryllisväxtart som beskrevs av Adolf Engler och Johann Wilhelm Krause. Tulbaghia calcarea ingår i släktet Tulbaghia och familjen amaryllisväxter. Inga underarter finns listade i Catalogue of Life.